# Brycinus taeniurus
Brycinus taeniurus е вид лъчеперка от семейство Alestidae. Видът не е застрашен от изчезване.

## Разпространение
Разпространен е в Габон, Камерун и Република Конго.

## Описание
На дължина достигат до 9,8 cm.